# Taishōgoto
 (septembre 2019).
Si vous disposez d'ouvrages ou d'articles de référence ou si vous connaissez des sites web de qualité traitant du thème abordé ici, merci de compléter l'article en donnant les références utiles à sa vérifiabilité et en les liant à la section « Notes et références ».
Le taishōgoto (大正琴), ou harpe de Nagoya, est un instrument de musique à cordes japonais. Son nom vient de la période Taishō (1912-1926) lors de laquelle il apparut.

## Histoire
Le taishōgoto a été créé en 1912 par le musicien Gorō Morita à Nagoya.
Le taishōgoto ressemble beaucoup au bulbul tarang indien, et à l'Akkordolia allemand. Ils partagent tous ce système de touches à presser pour changer la hauteur de la note.
Cet instrument a été utilisé par le groupe de Krautrock, Harmonia au cours des années 1970.

## Construction
Le taishōgoto est fait d'un long corps sur lequel courent les cordes qui sont, en général, de 5 à 6. Toutes les cordes sont accordées en sol, la plus grave joue un bourdon, la hauteur des autres peut être modifiée à l'aide de touches qui viennent poser une frette sur les cordes.
Il existe des versions électriques de l'instrument.